# Кайи

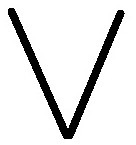
Тамга туркменского племени кайи согласно труду Абу-л-Гази «Родословная туркмен»

Тамга племени кайи

Тамга племени Кайи согласно Махмуду Кашгари

Кайи (также: кайы, кайыг или кай; турк. kayı) — одно из 24-х древних огузских племён, из которого происходит династия османских султанов и халифов, правившая в 1299—1924 годах. Древняя туркменская поговорка гласит, что «во главе народа стоят племена кайи и баят» (туркм. Il başy - gaýy-baýat).

## Происхождение
Советский китаист и тюрколог Ю. Зуев на основе анализа племенных названий и тамгового материала из сочинения государства Тан VIII—X в. «Танхуйяо», отождествляет целый ряд древних центральноазиатских тюркских племен с огузо-туркменскими племенами, в том числе и с кайи.

В своем тюркском энциклопедическом словаре «Диван лугат ат-Турк»  тюркский филолог и лексикограф Караханидского государства Махмуд аль-Кашгари пишет о племени кайи (кайыг), как о втором из списка 22 племен огузов (туркмен).
«Огуз — одно из тюркских племен (кабиле), они же туркмены...Второй (род) — Кайыг.»

В своей обширной исторической работе «Джами ат-Таварих» (Сборник летописей) государственный деятель и историк Государства Хулагуидов Фазлаллах Рашид ад-Дин отмечает, что племя кайи является одним из 24-х древних огузо-туркменских племен: 
«Племена Бозук, принадлежащие к правому крылу войска; четверо детей Кун-хана, который был старше всех сыновей: Первый – Кайи, т.е. крепкий.»
Хивинский хан и историк XVII в. Абуль-Гази является автором исторического труда «Родословная туркмен»,  в котором он указывает на то, что племя кайи ведет свое происхождение от одного из 24-х внуков древнего родоначальника туркмен Огуз-хана, а название племени переводится как «крепкий».
«Об именах сыновей и внуков Огуз-хана...Имя старшего сына Огуз-хана - Кyн-хан... Имя старшего сына Кyн-хана - Кайы, второй [сын] — Байат, третий - Алка-oйли, четвертый - Кара-oйли.».
Другие версии
Немецкий востоковед Й. Маркварт отождествлял кайи с племенем каи (кай), которое упоминается у Бируни и Ауфи на самом крайнем Востоке. Считая кайи племенем первоначально монгольского происхождения, Маркварт приписывает монгольское происхождение также османцам. Маркварт считает каи тюркизированными монголами, чем и объясняется, по его мнению, «та историческая роль, которую играли запятнанный кровью и братоубийственный род Османов и османский народ».
Ряд авторов включает племя каи наряду с баяут (баят) и баяндур в число огузских племён, которые имеют возможное монгольское происхождение. Другие авторы также отождествляют племена кайи и кай. Кай (кайи) обитали ранее к востоку от енисейских киргизов в окрестностях озера Байкал. Как полагает Ж. М. Сабитов, передвижение кунов и каев на запад началось после крупного восстания племён цзубу против киданей в 1026—1027 гг. Каи и куны, как полагают исследователи, имели татарское происхождение.
В. В. Бартольд полагал, что отождествление кайи и кай ошибочно. Он указывал, что у Махмуда Кашгарского среди не чисто турецких народов упоминается народ кай, а также приводится древняя форма этнонима кайи — кайиг (кайыг). Как полагает Бартольд, вполне возможно, что каи были монголами. Махмуд Кашгарский упоминает их вместе с татарами и другими среди народов, говоривших на своих особых языках, хотя и знавших хорошо также и тюркский язык.
В свою очередь, племя кай С. М. Ахинжановым отождествляется с монголоязычными кумоси и кимаками. Доказывая свой основной тезис о тождестве кимаков и кумоси (каи), С. М. Ахинжанов приводит аналогичные мнения В. В. Григорьева, П. Пелльо, К. Г. Менгеса, В. Ф. Минорского, Г. М. Василевича и В. А. Туголукова.

## История
Туркменский историк О. Гундогдыев отождествляет главное гуннское племя хайнидов (хайландурк) с племенем кайи.
Из племени кайи происходил и знаменитый народный туркменский (огузский) сказитель, поэт-песенник Горкут-ата (деде Коркуд). 
Огузская держава в X веке возглавлялась верховным правителем ябгу, происходившем из племени кайи.
Часть племени переселилась на территорию современной Украины, они известны в древнерусских летописях как ковуи и каепичи. По мнению известного советского и российского лингвиста А. В. Суперанской, происхождение названия города Киев связано с племенем кайи, при этом родовые знаки династии Рюриковичей по форме напоминают тамгу племени кайи:
«Существует множество народных преданий о том, что начало какого-нибудь народа было положено двумя (или несколькими) братьями… По-видимому, нечто подобное кроется и за легендой о Кие, Щеке, Хориве и Лыбеди. Родоплеменное имя Кый (Кий) принадлежало древнейшим тюркским народам. Оно и сейчас присутствует в названиях родоплеменных структур современных тюркоязычных народов».
Тамга династии Дуло, правившей  в таких раннесредневековых тюркских государствах Восточной Европы как Великая Болгария (VII в.) и Первое Болгарское Царство (VII-XI вв.), а также герб Волжской Булгарии (X-XIII вв.), идентичны тамге племени кайи.
Представители племени кайи были основателями таких средневековых туркменских бейликов Анатолии как Исфендиярогуллары, Чобаногуллары, а также Османский бейлик (впоследствии выросший в Османскую империю):
«Начальная история османов окутана легендами, и для периода до 1300 г. мы располагаем лишь небольшим количеством надежных фактов. Род их происходит, по-видимому, из огузского рода кайыг и в свое время стоял во главе группы кочевников в Малой Азии. Таким образом, они представляли собою часть большой волны туркмен, которые пришли с востока и оттеснили византийцев...».

## Этнонимия
В настоящее время, остатки племени кайи входят в состав туркмен-гёкленов, проживающих в Балканском велаяте (регионе) Туркменистана, а также туркмен-баятов, проживающих в Лебапском велаяте страны.

## Топонимика
На территории Турции, имеются 27 деревень с названием кайи, которые расположены в западной, восточной, юго-восточной и центральной частях страны, при этом на туркменских кладбищах в южной провинции (иле) Хатай сохранились также и надгробия племени кайи.